# Чаоян (Пекин)
Чаоя́н (кит. упр. 朝阳, пиньинь Cháoyáng) — район городского подчинения города центрального подчинения Пекин (КНР). Расположен к востоку от восточного участка Второй кольцевой автодороги. Название получил от того, что сюда выходили ворота Чаоянмэнь бывшей крепостной стены Пекина.
Район Чаоян является одним из наиболее быстро развивающихся районов Пекина, именно здесь находится Центральный деловой район Пекина. По состоянию на 2021 год в районе Чаоян были расположены офисы 114 из 500 крупнейших мировых компаний, 151 структуры корпоративных финансов, 146 финансовых структур, а также 90% расположенных в Пекине иностранных новостных структур. Район Чаоян также знаменит своими дорогими барами и ресторанами Саньлитунь возле посольского квартала. Русским туристам и бизнесменам район Чаоян знаком из-за того, что именно здесь находится улица Ябаолу, которую из-за большого количества проживающих здесь русских в англоязычной прессе иногда называют «Russiatown».

## История
В императорские времена эти земли подчинялись уезду Дасин (大兴县). В 1925 году здесь был образован Восточный пригородный район (东郊区). В 1958 году Восточный пригородный район был переименован в район Чаоян.

## Административное деление
Район Чаоян делится на 24 уличных комитета и 19 местных комитетов.

## Государственные учреждения
В районе располагаются головные учреждения Министерства иностранных дел КНР, Министерства культуры КНР.

## Экономика
В районе Чаоян расположены китайские штаб-квартиры таких международных компаний, как Halliburton, ABB, IBM, Anadarko,LeEco.

## Транспорт
В районе Чаоян размещается Международный аэропорт Пекин Столичный.

## Достопримечательности
- Храм Дунъюэ
- Храм Солнца
- Железнодорожный музей Китая